# La via della droga
La via della droga è un film del 1977, diretto da Enzo G. Castellari.

## Trama
Mike Hamilton, il capo dell'International Narcotic Bureau di Roma, convinto che il traffico internazionale di droga abbia il suo centro di smistamento nella capitale italiana, decide di inserire un proprio agente, Fabio, nelle file dell'organizzazione malavitosa.
Fabio, giunto a Fiumicino da Hong Kong con un quantitativo di droga, si fa scoprire e arrestare. In tal modo riesce a prendere contatto con Gillo e Vera, più vittime che criminali della droga, e, per loro mezzo, prende contatto con gli uomini di un boss, Le Roy, capo di una organizzazione statunitense che, nascosta dietro il paravento di un istituto farmaceutico, da Roma distribuisce la merce trattata in un laboratorio clandestino.
Per quanto seguito costantemente a distanza da Mike, Fabio non ha la vita facile tanto per la diffidenza degli uomini con cui deve trattare, sia per il fatto che la polizia comune, tenuta per prudenza all'oscuro dell'operazione, lo attacca più volte. Per conquistarsi la fiducia di Le Roy il coraggioso agente è costretto a fungere da corriere. Alla fine, quando ha nelle mani le chiavi del mistero, verrà anche scoperto dai criminali contro i quali sarà costretto a battersi da solo.

## Colonna sonora
La colonna sonora è stata curata dal gruppo progressive rock italiano Goblin.

## Distribuzione
Distribuito nei cinema italiani il 13 agosto 1977, La via della droga ha incassato complessivamente 1.308.550.110 lire dell'epoca.